# Gran Comoró-i füleskuvik
A Gran Comoró-i füleskuvik (Otus pauliani) a madarak (Aves) osztályának a bagolyalakúak (Strigiformes) rendjéhez, ezen belül a bagolyfélék (Strigidae) családjához tartozó faj.

## Elterjedése, élőhelye
A faj kizárólag a Comore-szigetek Gran Comoro szigetén honos, ahol 1960-ban fedezték fel.
A szigeten is csak a Karthala vulkán északi, déli és nyugati oldalát fedő hegyi erdők lakója 650 méteres magasságtól egészen az erdőöv határáig.
Kizárólag elhagyatott, háborítatlan erdőkben honos, ahol öreg fák odvában fészkel.
Táplálkozásáról, életmódjáról és szaporodási szokásairól nincsenek adatok.

## Megjelenése
Testhossza 15-20 centiméter, tömege 70 gramm. Két színváltozat ismert: egy sötétbarna és egy világosabb színű.
Tollfülei nagyon rövidek, többnyire észre sem lehet venni őket a fejtollazatban.
Arcfátyla szürke vagy barna egy kevés fehér beütéssel, néhány sötét gyűrűvel a szem körül. Testének felső fele sötét szürkésbarna vagy barna. Válltollai alig észlelhetően sárgásbarnával pettyezettek. Szárnya és farka enyhén csíkozott.
Testének alsó fele világos rozsdabarna színű fekete csíkokkal.

## Természetvédelmi helyzete
1983 óta a Karthala vulkánt övező hegyi erdők 25%-át kiirtották. Mivel a kiirtott erdők helyén a talaj viszonylag hamar kimerül, így folyamatosan újabb erdőket irtanak ki, hogy termőföldet nyerjenek. Az ilyen kimerült talajon eredeti esőerdő nem nő újra, csak egy másodlagos erdő, amely főleg betelepített guavából (Psidium cattleianum) áll. Ezekben az erdőkben már nem tud megtelepedni e bagolyfaj.
Emellett a betelepített pásztormejnó (Acridotheres tristis) és a behurcolt házi patkányok táplálékkonkurensei a fajnak és fészkét is kifosztják, ha rátalálnak.
A BirdLife International becslései szerint mintegy 2000 egyede élhet még a szigeten.
Ezért a Természetvédelmi Világszövetség Vörös Listáján a „kihalóban” levő kategóriába sorolja a madarat.

## Fordítás
- Ez a szócikk részben vagy egészben  a   Komoren-Zwergohreule című német Wikipédia-szócikk ezen változatának fordításán alapul.  Az eredeti cikk szerkesztőit annak laptörténete sorolja fel. Ez a jelzés csupán a megfogalmazás eredetét és a szerzői jogokat jelzi, nem szolgál a cikkben szereplő információk forrásmegjelöléseként.

## Külső hivatkozások
- BirdLife Factsheet